# Franck Mérelle
Franck Mérelle (né le 25 mai 1960 à Meaux en Seine-et-Marne) est un joueur de football français qui évoluait au poste de gardien de but.

## Biographie
Franck Mérelle est formé au Paris Saint-Germain. Barré par une forte concurrence (Dominique Baratelli, Jean-Michel Moutier ...), il ne joue qu'un seul match avec l'équipe première du PSG.
Il évolue principalement en faveur des Chamois niortais et du Red Star.
Le bilan de sa carrière s'élève à 43 matchs en Ligue 1, et 116 matchs en Ligue 2.

## Palmarès
| AJ Auxerre - Championnat de France D3 (1) : - Vainqueur : 1985-86 (Groupe Centre). |  | Chamois niortais - Championnat de France D2 (1) : - Vainqueur : 1986-87. |